# Xavière de Leka
Xavière de Leka ou de Léka, nom de scène de Xavière Marie Colonna de Leca, est une actrice française, née à Ajaccio le 7 avril 1881 et morte à Paris (8e arrondissement) le 5 avril 1914.

## Biographie

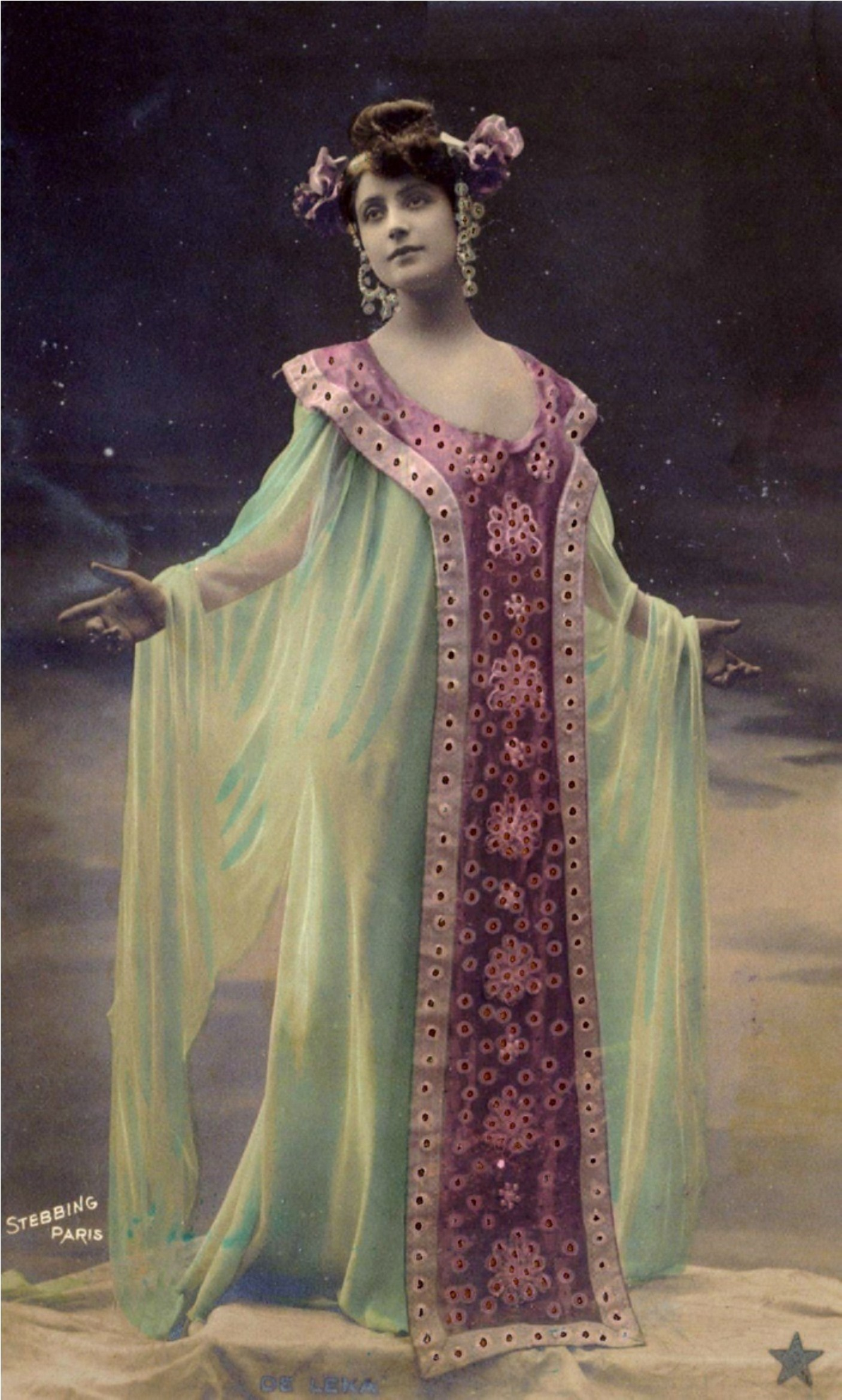
Xavière de Leka, étoile filante des salles de spectacles et cabarets parisiens à la Belle Époque vers 1905, par Édouard Stebbing.

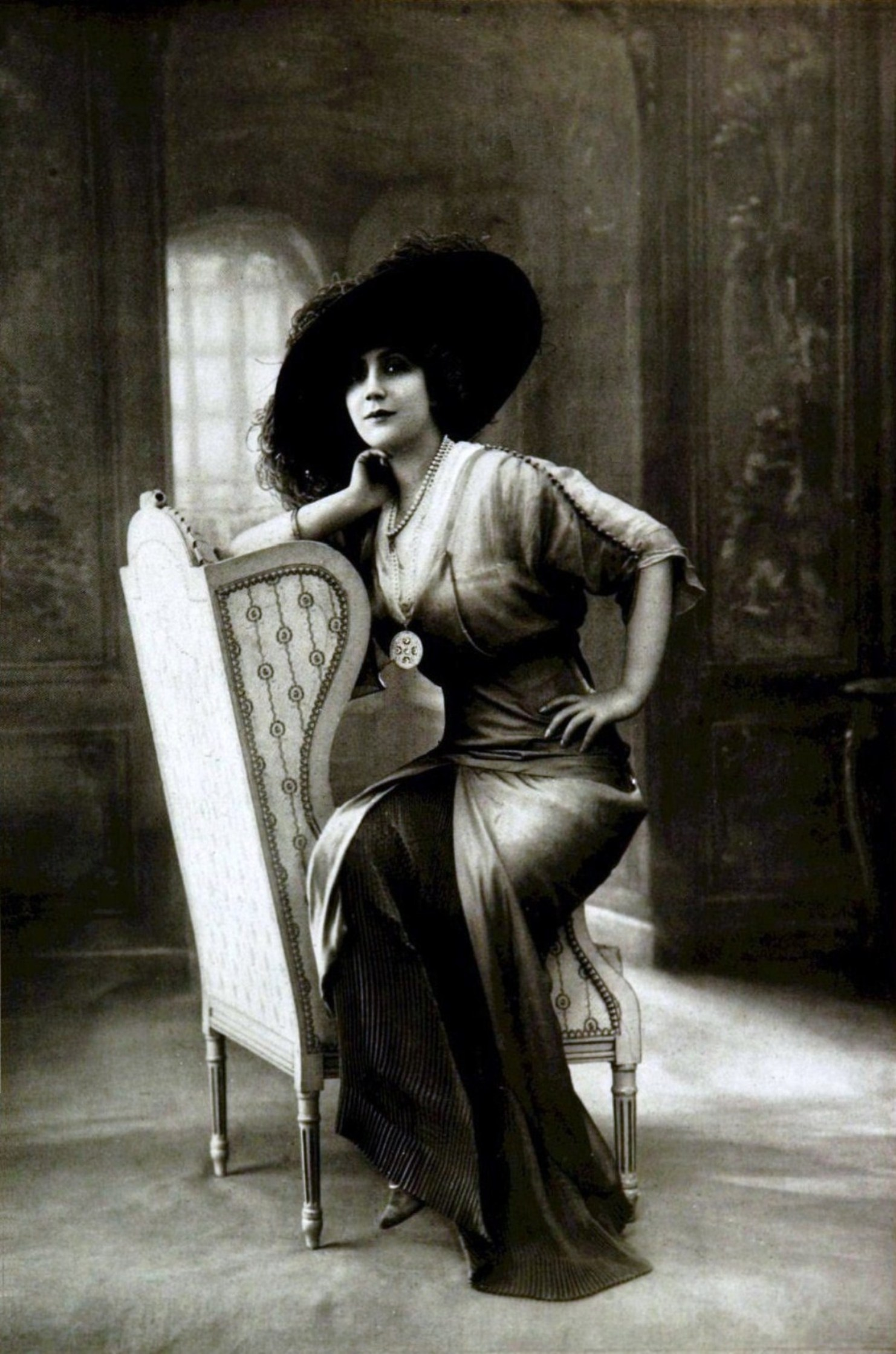
Xavière de Leka en 1912 par les studios Félix à Paris.

Xavière Marie Colonna de Leca naît à Ajaccio le 7 avril 1881. Elle est la fille d'Antoine Marie Colonna de Leca et de Marie Françoise Mariaggi.
Elle descend de l'une des anciennes familles corses, originaires d'Occhiatana (Ochjatana), branche des Leca-Christinacce établie en Balagne au XVIe siècle.
Elle gagne le continent en 1899 pour Marseille où elle se produit dans des cafés-concerts, principalement le Bijou-Concert, cabaret artistique dit « Montmartrois ». Elle est danseuse cosmopolite à transformations où elle excelle dans cet art. Elle prend à ce moment pour nom de scène : Alice de Leka.
Georges Charton, directeur du cabaret La Roulotte à Paris, alors en tournée sur la Riviera française, la remarque et l'engage aussitôt.
Alice de Leka arrive ainsi dans la capitale et débute à La Roulotte, installée — évènement international oblige — à l'Exposition universelle de 1900 dans un pavillon d'une construction coquette dont l'architecte, M. René Binet, n'est autre que celui de la porte monumentale de l'Exposition.
Elle modifie son pseudonyme en reprenant son prénom usuel, celui de Xavière. Lors de ses débuts d'artiste à Paris, les journaux publient l'un ou l'autre des alias.
Xavière de Leka se produit également aux Tréteaux de Tabarin dont le directeur et animateur est le chansonnier Henri Fursy. Au début des années 1900, la salle de spectacle est transférée au  58 rue Pigalle.
Xavière de Leka est une actrice de théâtre de boulevard et l'une des interprètes du Moulin-Rouge et des Folies Bergère. Elle est pensionnaire de La Cigale mais elle joue aussi sur les scènes de La Scala, du théâtre des Variétés et celle du théâtre des Capucines, à Paris pendant la Belle Époque.
Elle joue également dans des films muets, principalement en 1912 : Trahison, Sauvée et Anne-Marie.
Selon la presse, ses admirateurs disent qu'elle est « effroyablement jolie ».
Le journal Le Figaro annonce le 8 décembre 1909 que Xavière de Leka après deux années de voyages dans l'Amérique du Sud vient de rentrer à Paris et reprend ses tournées sur les scènes parisiennes.
En 1910, les premiers symptômes de sa maladie (cancer ?) l'obligent à renoncer de monter sur scène et elle cumule les retards aux répétitions. Mais les directeurs de théâtre ne l'entendent pas ainsi et attaquent la divette en justice. Elle perd deux procès devant les tribunaux, les juges estimant que Xavière de Leka avait rompu ses engagements. Le directeur russe du théâtre de L'Aquarium à Saint-Pétersbourg, M. Alexandroff, avait même obtenu une contre-expertise médicale. Le docteur Paul, diligenté par le président du tribunal, arrive à la conclusion que les symptômes décrits par Mlle de Leka sont « purement subjectifs » et qu'elle est au point de vue physique, « dans un très bon état général de santé ». Le médecin au procès ne tient pas compte de l'amaigrissement de neuf kilos de l'actrice, ni sa fatigue et encore moins les sensations perpétuelles de froid.
Xavière de Leka meurt des suites de sa longue maladie et juste après une intervention chirurgicale dans un établissement privé situé au 9 rue de Turin dans le 8e arrondissement de Paris, le 5 avril 1914 à deux jours de son 33e anniversaire.
Les obsèques de Xavière de Leka sont célébrées en l'église Saint-François-de-Sales de Paris et elle est inhumée au cimetière des Batignolles.

## Théâtre

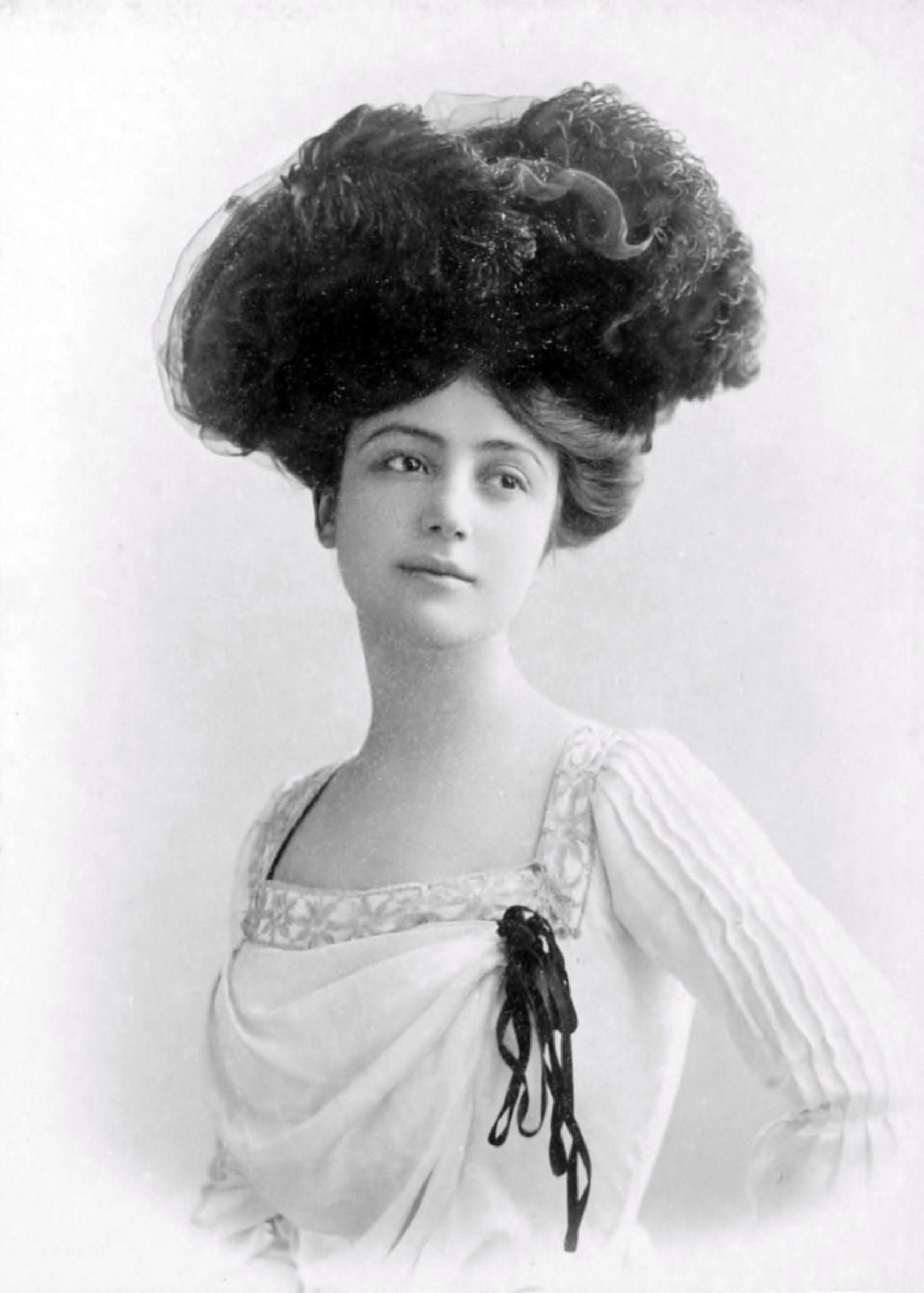
Xavière de Leka en 1908, par Léopold-Émile Reutlinger.

- 1901 : La Petite femme de Loth, opérette en deux actes de Tristan Bernard, musique de Claude Terrasse au théâtre des Mathurins. Rôle : Juna.
- 1901 : Le Négociant de Besançon, comédie en un acte de Tristan Bernard au théâtre des Mathurins.
- 1903 : Encore un Caro d'casé !, revue de Fernand Hériot et A. Résil au cabaret La Boîte à Fursy à Pigalle.
- 1905 : L'Âge d'or, comédie musicale en trois actes et seize tableaux, de Georges Feydeau et Maurice Desvallières, musique de Louis Varney au théâtre des Variétés. Rôle : Duchesse de Châteauroux.
- 1905 : Engalley le… c'est pas vot’père !, revue en deux actes et neuf tableaux de P.-L. Flers (Léon Pierre Édouard Pujol ) au théâtre de La Cigale.
- 1906 : Bonjour toi !, revue de Édouard-Paul Lafargue (1874-1914)[note 2] et Francisque Verdellet (1847-1929) au théâtre de La Scala. Rôle : une mime.
- 1906 : Marigny-Revue, revue à grand spectacle en douze tableaux de Jules Oudot, Léo Lelièvre et Paul Briollet, musique de Léo Poujet, danses de Rizzo, au théâtre Marigny. Rôle : Grévinette.
- 1907 : Silvérie ou les Fonds hollandais, comédie en un acte d'Alphonse Allais et Tristan Bernard au Théâtre du Palais des Beaux-arts de Monte-Carlo[note 3].
- 1910 : Sauf vot'respect, revue de Rip (Georges Gabriel Thenon), musique de Jacques Bousquet au théâtre des Capucines.
- 1912 : L'Enfant du miracle, comédie de Paul Gavault et Robert Charvay (Pierre Louis Adrien Lefort), Théâtre des Bouffes-Parisiens. Rôle : Berthe.
- 1912 : En douceur, revue d'Hugues Delorme (Georges François-Thiébost) au théâtre des Capucines. Rôle : un mousquetaire.

## Filmographie
- 1912 : Trahison
- 1912 : Sauvée
- 1912 : Anne-Marie

### Articles de l'encyclopédie
- La Roulotte (cabaret)
- Théâtre des Variétés
- Théâtre des Mathurins